# Jardín Botánico de Wellington
El Jardín Botánico de Wellington en inglés : Wellington Botanic Garden, es un jardín botánico de 25 hectáreas de extensión en el terreno de la ladera de la colina entre Thorndon y Kelburn, cerca de la parte central de Wellington, Nueva Zelanda.
El jardín ofrece 25 hectáreas de bosque nativo protegido, de coníferas, de colecciones de plantas y de exhibiciones estacionales. También ofrecen una variedad de especies extranjeras, incluyendo una extensa rosaleda. Está considerado como jardín de significación nacional por el Royal New Zealand Institute of Horticulture. Pertenece como miembro del BGCI, y su código de reconocimiento internacional como institución botánica así como de su herbario es  WELTN. 
El Wellington Cable Car hace el trayecto entre Lambton Quay y la cima del jardín botánico, y es la forma más directa de llegar desde la parte alta del jardín botánico al distrito central de los negocios de Wellington.
Los senderos serpenteantes del jardín en la colina son un punto popular de paseo y encuentro para los residentes de Wellington. Se utiliza para caminar, hacer ejercicio, llevar a los niños al terreno de juegos, y como lugar frecuentado por los estudiantes universitarios (incluyendo el "árbol trippy").

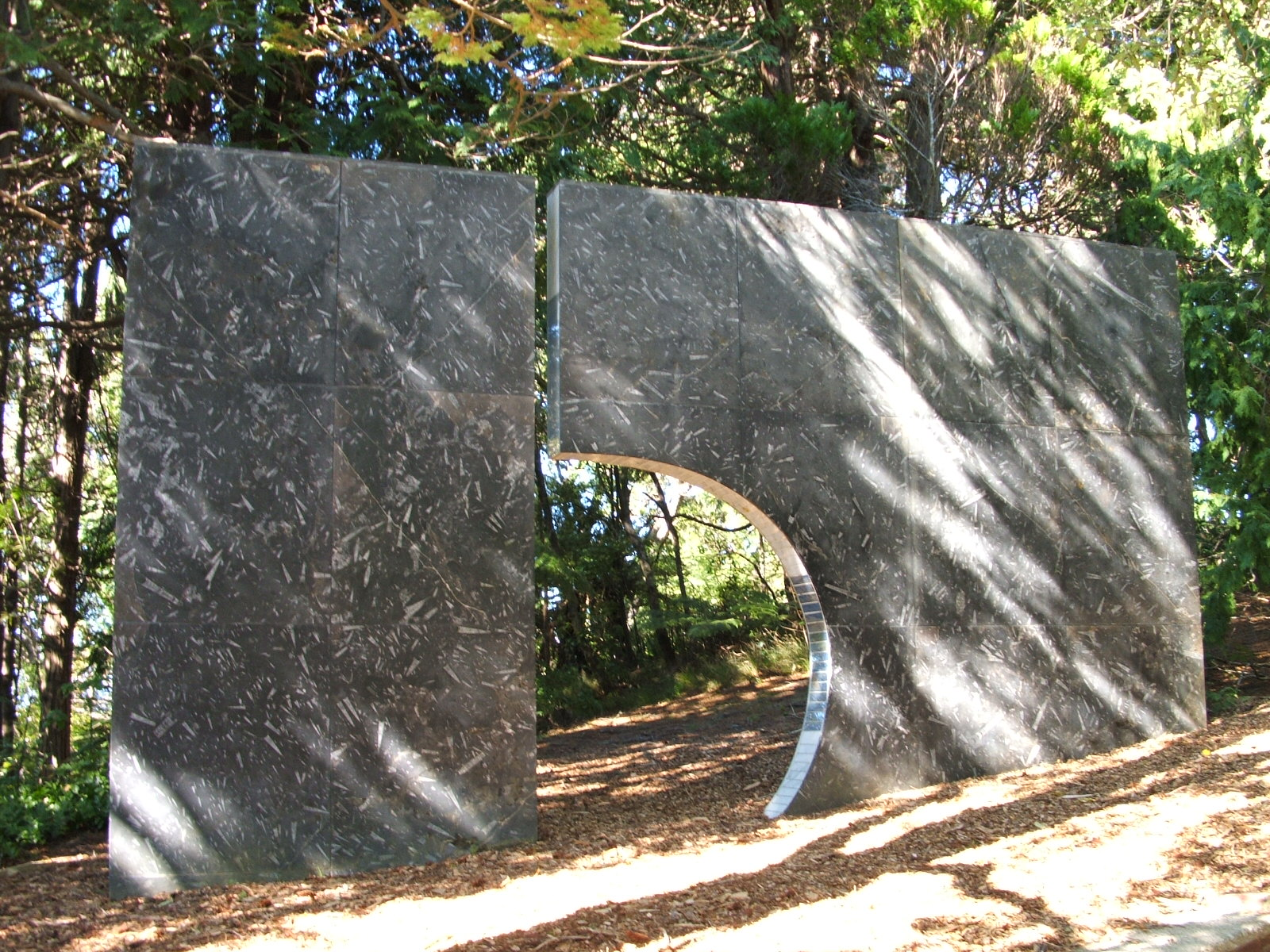
Rudderstone, por Dennis O'Connor. Unea de las muchas esculturas en el jardín.

En el jardín se encuentra un gran invernadero de estilo Victoriano, la casa de la Begonia, la rosaleda de Lady Norwood, y el Treehouse Visitor Centre. Hay una gran área de juegos infantiles, un estanque de los patos, e incluso un lugar para observar luciérnagas visibles algunas noches a lo largo de los paseos en el jardín principal.
Grandes tallas y esculturas se encuentran ubicadas en el jardín. Entre los artistas destacan por ejemplo Henry Moore, Andrew Drummond y Chris Booth.
El Concejo de Wellington « Wellington City Council »  organiza  eventos durante los meses de verano, tal como conciertos en el auditorio al aire libre.
El "Wellington Botanic Garden" es la sede de varias organizaciones, incluyendo:
- Carter Observatory, el observatorio nacional de Nueva Zelanda
- Wellington Cable Car Museum
- Servicio Meteorológico de Nueva Zelanda
- T-Up, (invernaderos de innovación de la Universidad Victoria de Wellington)
- La sede en Nueva Zelanda del World Wide Fund for Nature

## Historia

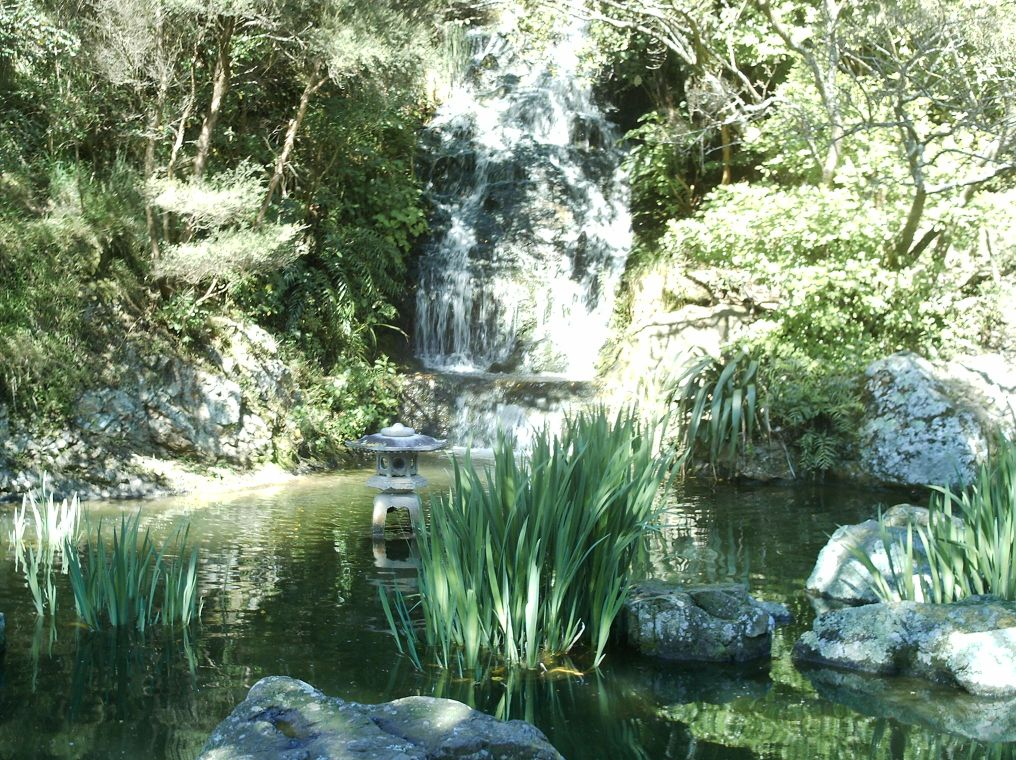
El estanque del Jardín de la Paz. La linterna contiene una llama encendida de los fuegos del bombardeo de Hiroshima, donada por Japón en reconocimiento del esfuerzo efectuado por Nueva Zelanda en contra de las armas nucleares.

El jardín fue creado en 1868. Fue inicialmente administrado por el New Zealand Institute, que plantó coníferas como parte de un programa para importar especies de plantas y para determinar su potencial para la ventaja económica de Nueva Zelanda. El Ayuntamiento de Wellington comenzó a administrar el jardín en 1891, desarrollando varias partes del jardín como por ejemplo :
- La rosaleda "Lady Norwood" (1950)
- La casa de la Begonia (1960)
- El centro de visitantes « Treehouse Visitor Centre » (1991) en cooperación con el « World Wildlife Fund »

## Enlaces externos

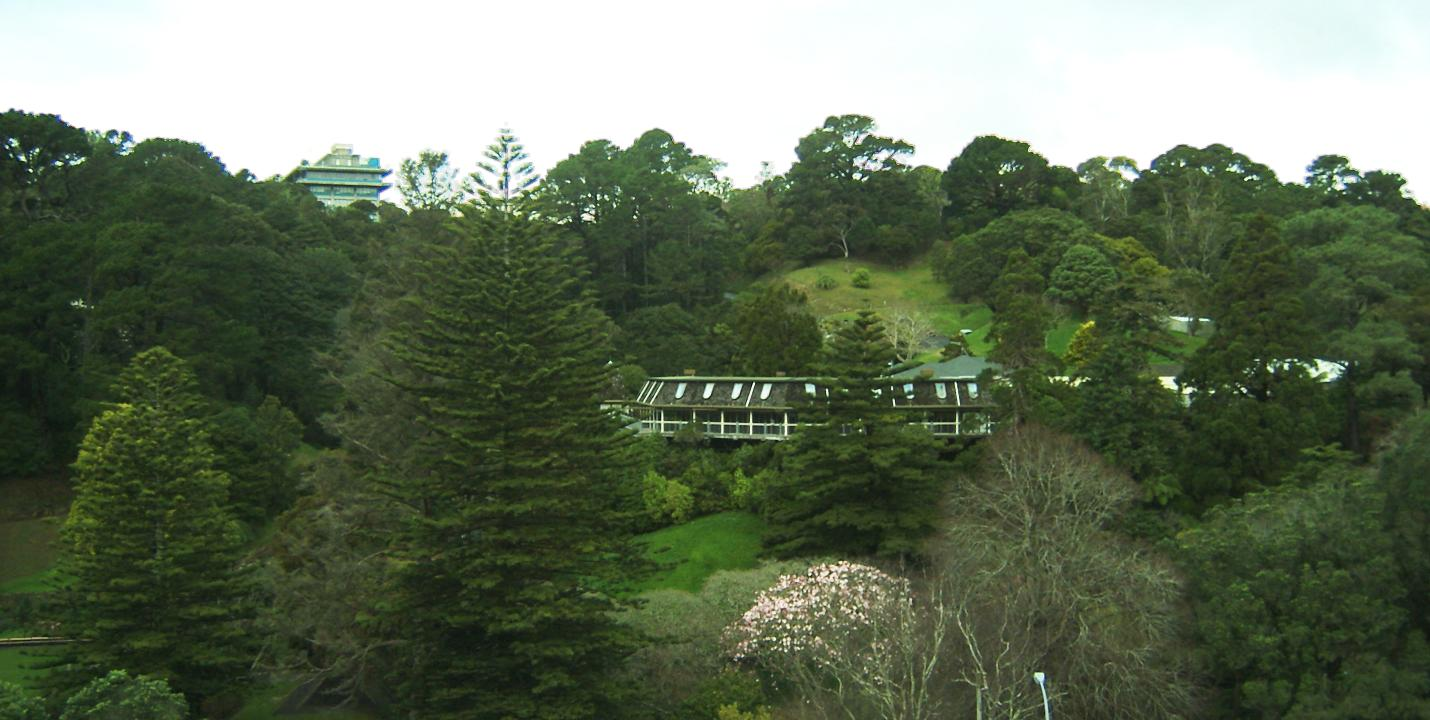
El "Wellington Botanic Garden" desde "Tinakori Hill". El edificio del New Zealand MetService en la parte superior izquierda, y el "Treehouse Visitor Centre" se encuentra en el centro.